# 李施愛
李施愛（이시애，？—1467年），朝鮮王朝將軍，他也是李施愛之亂的首領。
出生在咸吉道的吉州，世代為當地豪族。歷任慶興鎭兵馬節制使、僉知中樞府事、判會寧副使等職。最初朝鮮朝廷對北方邊境一帶採取懷柔政策，委任當地豪族為首領。1453年李澄玉之亂後，朝鮮世祖開始削弱豪族的統治權，改為中央直接委派官員，李施愛便陰謀叛亂。1467年，假借母親喪暫時休職的機會發動叛亂，殺死節度使康孝文，佔領咸興。當地農民都起兵響應。
李施愛使用離間策略，使世祖誤認為重臣韓明澮、申叔舟勾結康孝文叛亂，使他們被世祖囚禁。李施愛還利用這個機會，假借世祖的旨意，殺害了咸吉道觀察使申㴐，使勢力更加壯大。世祖派遣龜城君李浚、南怡，大舉前去討伐。李施愛大敗，逃奔女真部落，但被部將出賣，逮捕獻給龜城君，斬首梟示各道。